# 6-APB
6-(2-aminopropyl)benzofuran of 1-benzofuran-6-ylpropan-2-amine (6-APB, ook bekend als Benzo Fury en Benfamine) is een stimulerende empathogene designerdrug die wordt gebruikt als partydrug. De stof is chemisch verwant aan amfetamine. De drug lijkt op MDMA, alleen zou het effect van 6-APB langer duren.
Benzo Fury is ontwikkeld in Engeland en wordt sinds 2010 via internet verkocht met de mededeling dat deze niet geschikt is voor menselijke consumptie. Benzo Fury is nog niet opgenomen in drugswetten.